# Charlotte Stuart

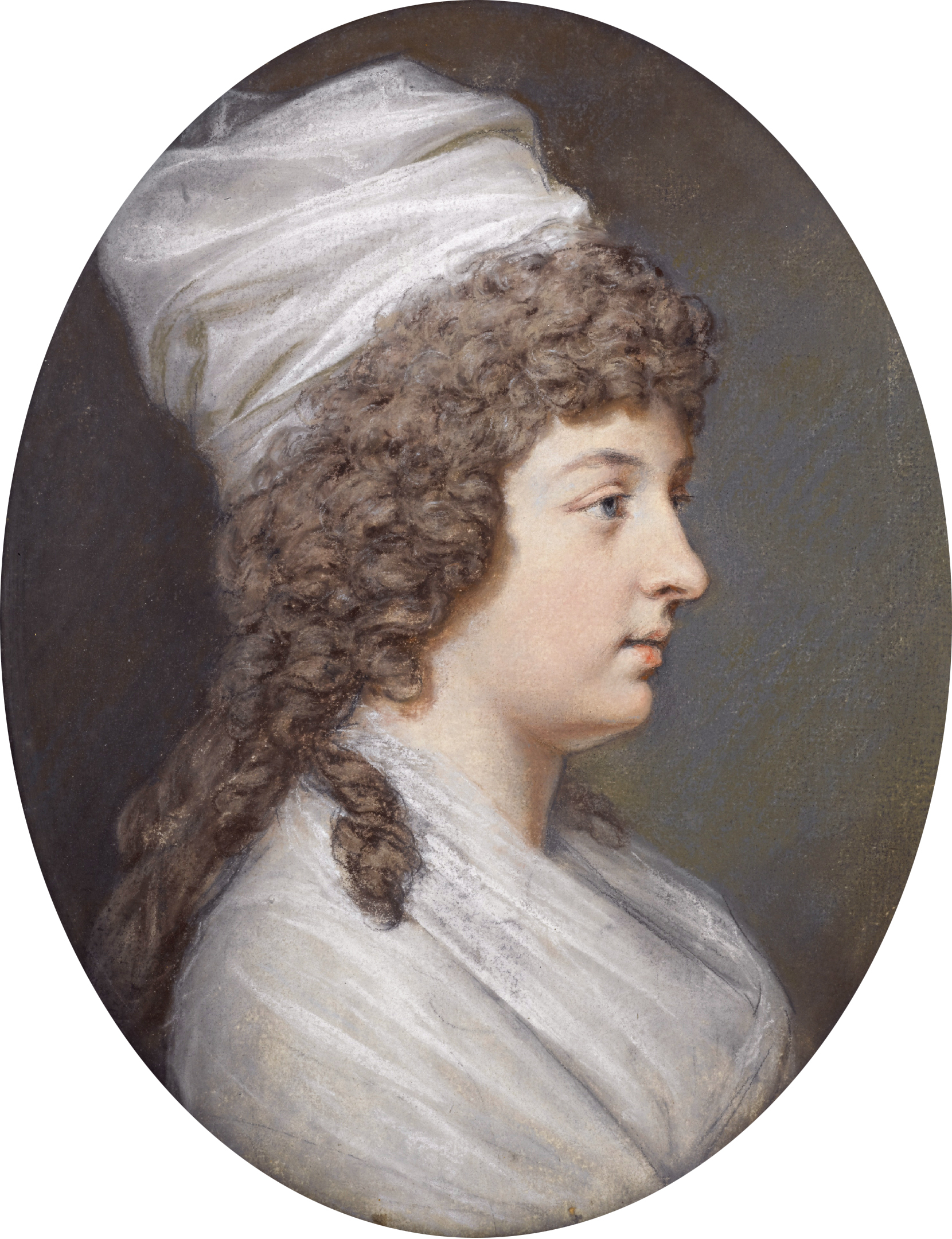
Portret van Charlotte Stuart door Hugh Douglas Hamilton

Charlotte Stuart (Luik, 1753 - Bologna, 17 november 1789, titulair hertogin van Albany (Schotland). Zij was een onwettige dochter van Karel Eduard Stuart en Clementina Walkinshaw. Haar vader was jakobitisch pretendent van de Engelse troon.
Charlotte was de maîtresse van de Franse edelman Ferdinand Maximiliaan Meriadec de Rohan-Guéméné (Parijs, 7 november 1738 - aldaar, 30 oktober 1813), aartsbisschop van Bordeaux. Ferdinand de Rohan was een broer van Jules Hercules de Rohan, 7e hertog van Montbazon, die gehuwd was met Marie Louise de La Tour d'Auvergne. Uit een verhouding tussen Marie Louise en Charlottes vader Charles (III) Stuart werd haar halfbroer Charles geboren.
Charlotte en Ferdinand hadden de volgende kinderen:
- Aglae Clementine (1781-1825)
- Marie Beatrice (1783-1823)
- Charles Edward (1784 - 28 oktober 1854), ridder van Roehanstart.